# 寒地景天
寒地景天（学名：Sedum pagetodes）是景天科景天属的植物，为中国的特有植物。分布于中国大陆的四川等地，生长于海拔3,700米至4,600米的地区，常生于山坡草地上，目前尚未由人工引种栽培。